# Lampre-Farnese Vini/2010
Deze pagina geeft een overzicht van de Lampre-Farnese Vini wielerploeg in  2010.

## Algemeen
Sponsor: Lampre, Farnese Vini (wijnboerderij)
Algemeen manager: Giuseppe Saronni
Ploegleiders: Fabrizio Bontempi, Maurizio Piovani, Bruno Vicino, Brent Copeland
Fietsmerk: Wilier Triestina
Materiaal en banden: Campagnolo, Vittoria

## Renners
| Naam                   | Geboortedatum | Nationaliteit | Ploeg 2009                                      |
| ---------------------- | ------------- | ------------- | ----------------------------------------------- |
| Alfredo Balloni        | 20-09-1989    | Italië        | beloften                                        |
| Lorenzo Bernucci       | 15-09-1979    | Italië        | LPR Brakes Farnese Vini                         |
| Grega Bole             | 13-08-1985    | Slovenië      | Adria Mobil                                     |
| Matteo Bono            | 11-11-1983    | Italië        |                                                 |
| Vitali Boets           | 24-10-1986    | Oekraïne      |                                                 |
| Damiano Cunego         | 19-09-1982    | Italië        |                                                 |
| Angelo Furlan          | 22-06-1977    | Italië        |                                                 |
| Francesco Gavazzi      | 01-08-1984    | Italië        |                                                 |
| Danilo Hondo           | 04-01-1974    | Duitsland     | PSK Whirlpool-Author                            |
| David Loosli           | 08-05-1980    | Zwitserland   |                                                 |
| Mirco Lorenzetto       | 19-07-1981    | Italië        |                                                 |
| Enrico Magazzini       | 27-04-1988    | Italië        |                                                 |
| Adriano Malori         | 28-01-1988    | Italië        |                                                 |
| Marco Marzano          | 10-06-1980    | Italië        |                                                 |
| Manuele Mori           | 09-08-1980    | Italië        |                                                 |
| Alessandro Petacchi    | 03-01-1974    | Italië        | LPR Brakes Farnese Vini                         |
| Daniele Pietropolli    | 11-07-1980    | Italië        | LPR Brakes Farnese Vini                         |
| Simone Ponzi           | 17-01-1987    | Italië        |                                                 |
| Daniele Righi          | 28-03-1976    | Italië        |                                                 |
| Marcin Sapa            | 10-02-1976    | Polen         |                                                 |
| Gilberto Simoni        | 25-08-1971    | Italië        | Serramenti PVC Diquigiovanni-Androni Giocattoli |
| Alessandro Spezialetti | 14-01-1975    | Italië        | LPR Brakes Farnese Vini                         |
| Simon Špilak           | 23-06-1986    | Slovenië      |                                                 |
| Diego Ulissi           | 15-07-1989    | Italië        | beloften                                        |
| Andrej Kasjetsjkin     | 21-03-1980    | Kazachstan    | -                                               |

## Belangrijke overwinningen en uitslagen
| Ronde van Calabrië 2e etappe: Alessandro Petacchi 4e etappe: Alessandro Petacchi Grote Prijs van de Etruskische Kust Winnaar: Alessandro Petacchi Ronde van Sardinië 1e etappe: Francesco Gavazzi 3e etappe: Alessandro Petacchi 4e etappe: Danilo Hondo Ronde van het Baskenland 3e etappe: Francesco Gavazzi | Ronde van Romandië 4e etappe: Simon Špilak Ronde van Beieren 5e etappe: Marcin Sapa Critérium du Dauphiné 1e etappe: Grega Bole Ronde van Zwitserland 4e etappe: Alessandro Petacchi Ronde van Slovenië 1e etappe: Grega Bole 2e etappe: Grega Bole | Ronde van Frankrijk 1e etappe: Alessandro Petacchi 4e etappe: Alessandro Petacchi Ronde van Polen 4e etappe: Mirco Lorenzetto Coppa Agostoni Winnaar: Francesco Gavazzi Ronde van Spanje 7e etappe: Alessandro Petacchi GP Industria & Commercio di Prato Winnaar: Diego Ulissi |

Mannen:1991 · 1992 · 1993 · 1994 · 1995 · 1996 · 1997-1998 · 1999 · 2000 · 2001 · 2002 · 2003 · 2004 · 2005 · 2006 · 2007 · 2008 · 2009 · 2010 · 2011 · 2012 · 2013 · 2014 · 2015 · 2016 · 2017 · 2018 · 2019 · 2020 · 2021 · 2022 · 2023 · 2024 · 2025
Vrouwen:2022 · 2023 · 2024 · 2025
AG2R-La Mondiale · Astana · Caisse d'Epargne · Euskaltel-Euskadi · Footon-Servetto-Fuji · Française des Jeux · Team Garmin-Transitions · Team HTC-Columbia · Katjoesja · Lampre-Farnese Vini · Liquigas-Doimo · Team Milram · Omega Pharma-Lotto · Quick·Step · Rabobank · Team RadioShack · Team Saxo Bank · Team Sky